# Tana Kaleya
Tana Kaleya (také Rosemarie Gertrud Kaleja; 26. února 1939 Vratislav – 9. prosince 2015 Carcassonne) byla polská a francouzská režisérka, scenáristka a fotografka známá svými akty zobrazujícími postavy z uměleckého světa 70. a 80. let 20. století.

## Životopis
Narodila se 26. února 1939 ve Vratislavi. Po vypuknutí druhé světové války byla umístěna do ženského kláštera. Po skončení války, kdy se její rodiče nepodařilo najít, byla poslána ke strýci do Vídně.
Pracovala jako knihkupkyně v Berlíně a modeling si vyzkoušela v Mnichově . V Mnichově pracovala také pro spisovatele Ivara Lissnera a zabývala se publicistikou a dětským komiksem. Poté se přestěhovala do Paříže a začala psát román. Po zakoupení fotoaparátu se rozhodla stát se fotografkou a rychle rozvinula svůj talent. Malovala také se svou přítelkyní, argentinskou surrealistickou malířkou Leonorou Finiovou.
Začala vytvářet mužské akty. Pracovní metoda Tany Kaleyi zahrnovala strávit s modelem mnoho dní. Její fotografie se začaly objevovat v časopisech, například ve francouzském Zoom nebo americkém Viva. V roce 1975 vydala fotografickou monografii Hommes, do které zařadila fotografie mj. Frédérica Mitterranda, tanečníka Rudolfa Nurejeva nebo herce Terence Stampa. Leonor Finiová vytvořila portrét autorky na obal knížky.
Po úspěchu monografie se rozhodla odjet do Indie za slavným guru Bhagwanem Shree Rajneeshem, běžně známým jako Osho. Přijala jméno Ma Deva Tanmayo a pracovala na knize o něm.
V roce 1983, po návratu z Indie, napsala a režírovala erotický film Femmes s Helmutem Bergerem a Alexandrou Stewartovou. Film zpočátku neměl komerční úspěch, ale postupem času se začal objevovat na filmových festivalech.
V roce 1988 vydala společně s Leonorou Finiovou album Chats d'ateliers.
V roce 2005 ji postihla mozková příhoda, která ji málem připravila o hlas. Druhá mrtvice v roce 2015 měla za následek smrt.
Její díla lze nalézt ve sbírkách včetně: Rijksmuseum Amsterdam nebo Muzeum umění Houston.